# Västergötlands runinskrifter 2
Västergötlands runinskrifter 2 är en vikingatida runsten i Säby, Berga socken och Mariestads kommun. Runstenen är 1,25 meter hög och 0,35 meter bred. Runhöjden är 15 centimeter.

## Inskriften
Translitterering av runraden:
§A biurn : raisti : stain : þins- ...---n : (k)(a)(r)(þ)(i) · bru : þisa : aftir bi... 
§B ... sin : uuk : a-... (i)u(r)un(i) :
Normalisering till runsvenska:
§A Biorn ræisti stæin þenns[i] ... gærði(?) bro þessa æftiʀ ... 
§B ... sinn ok æ[ftiʀ] Iorunni(?)
Översättning till nusvenska:
Björn reste denna sten ... gjorde (?) denna bro efter ... sin och efter Jorun (?) ...